# Viola lacaitaeana
Viola lacaitaeana är en violväxtart som beskrevs av Wilhelm Becker. Viola lacaitaeana ingår i släktet violer, och familjen violväxter. Inga underarter finns listade i Catalogue of Life.